# 月牙湖 (西藏)
月牙湖（藏語：དབྱུའེ་ཡ་མཚོ，威利转写：dbyu'e ya mtsho，THL：Yueya Tso），位于中国西藏自治区阿里地区日土县境内，地处日土县东北部的紅山达坂，湖面海拔5110米，面积14.8平方公里。湖区气候干寒，年均气温-6～-4℃，年降水量75毫米左右。湖水主要靠时令河和地下潜流补给，集水区面积860平方公里。湖水从南岸流出泄入西部的普尔错。

## 交通
216国道在月牙湖往西走 519省道可通往 219国道的松西达坂。